# Столбово (Шуміхинський округ)
Сто́лбово (рос. Столбово) — село у складі Шуміхинського району Курганської області, Росія. Адміністративний центр та єдиний населений пункт Столбовської сільської ради.
Населення — 253 особи (2017, 327 у 2010, 421 у 2002).
Національний склад станом на 2002 рік: росіяни — 97 %.